# Anaphalis elegans
Anaphalis elegans là một loài thực vật có hoa trong họ Cúc. Loài này được Ling mô tả khoa học đầu tiên năm 1966.